# Jean III de Montferrat
Jean III de Montferrat (italien : Giovanni III del Monferrato) (né en 1362 - tué le 25 août 1381) est marquis de Montferrat de 1379 à sa mort.

## Famille
Jean III Paléologue, est le 2e fils de Jean II de Montferrat et de son épouse Isabelle de Majorque. Il devient marquis de Montferrat le 3 janvier 1379 après le meurtre de son frère ainé Secondotto à la fin décembre de l'année précédente grâce à l'intervention de son parent Othon de Brunswick, qui en 1376 à l'incitation du pape avait épousé la reine de Naples Jeanne Ire d'Anjou et qui assume la régence.

## Règne
Désireux de venger la mort de son frère et de rétablir le dignité même du marquisat à la suite de la fuite ignominieuse de Secondotto il déclare la guerre aux Visconti, mais il est contraint de signer la paix avant d'avoir même commencé le conflit, du fait des pressions exercées par l'antipape d'Avignon Clément VII qui réclamait la présence d'Othon de Brunswick à sa cour. Othon, avant de rejoindre la cour de Clément VIII, décide de protéger les territoires du Montferrat d'une invasion des Visconti pendant son absence. Pour garantir la survie du marquisat, Othon le place sous la protection du royaume de France. 
Jean III doit pourtant quitter le marquisat pour suivre Othon, qui doit partir défendre son épouse la reine Jeanne Ire de Naples contre les prétentions de son cousin Charles d'Anjou, à la cour de Naples.
Après la proclamation de Charles III comme roi de Naples et la fuite de Jeanne de sa capitale, Othon de Brunswick et Jean III se trouvent plongés dans le conflit armé pour la succession au trône qui s'ensuit et qui les empêche de retourner au Montferrat. Le 25 août 1381 alors qu'Othon tente de reprendre la ville de Naples, il réussit à pénétrer dans le château Saint-Elme mais lors de l'engagement il est capturé par les angevins et le jeune Jean III tué.

### Sources
- (it) Cet article est partiellement ou en totalité issu de l’article de Wikipédia en italien intitulé « Giovanni III del Monferrato » (voir la liste des auteurs).

- Anthony Stokvis, Manuel d'histoire, de généalogie et de chronologie de tous les États du globe, depuis les temps les plus reculés jusqu'à nos jours, préf. H. F. Wijnman, éditions Brill, Leyde, 1890-1893, réédition 1966. Volume III, chapitre XII, § 10 « Montferrat » et tableau généalogique no 15 p. 730-731.
- Marie-José de Belgique La maison de Savoie. Les origines: Le Comte Vert ~ Le Comte Rouge éditions Albin Michel, Paris, 1956, chapitre II, « Le Comte Vert » p. 77-277.